# Hoedekenskerke
Hoedekenskerke est un petit village de la commune néerlandaise de Borsele, en Zélande. Il compte 726 habitants (2008).
Bien que trois chapeaux melons (bolhoed, -en en néerlandais) soient représentés dans les armoiries de Hoedenskerke, le nom du village n'a rien à voir avec les chapeaux (hoed, -en). Le toponyme vient de Odekijn, un seigneur qui a fait construire une église dans le village au début du XVe siècle. Au cours du XIXe siècle, cette église a été en grande partie démolie, seul le chœur a été conservé.
Hoedekenskerke a autrefois été un port important sur l'Escaut occidental : des lignes de bacs allaient entre autres vers Terneuzen et Anvers. Le port s'est ensablé et le dernier service de bac, Terneuzen-Hoedekenskerke, a pris fin en 1972, causant ainsi beaucoup de pertes d'emploi dans le village. Cependant, depuis 1998, un service touristique de bac pour piétons et vélos est organisé durant les mois d'été depuis Terneuzen.
Hoedekenskerke est également le terminus du train à vapeur touristique Goes-Borsele : les horaires du train à vapeur et du service de bac ont été coordonnés.

## Galerie

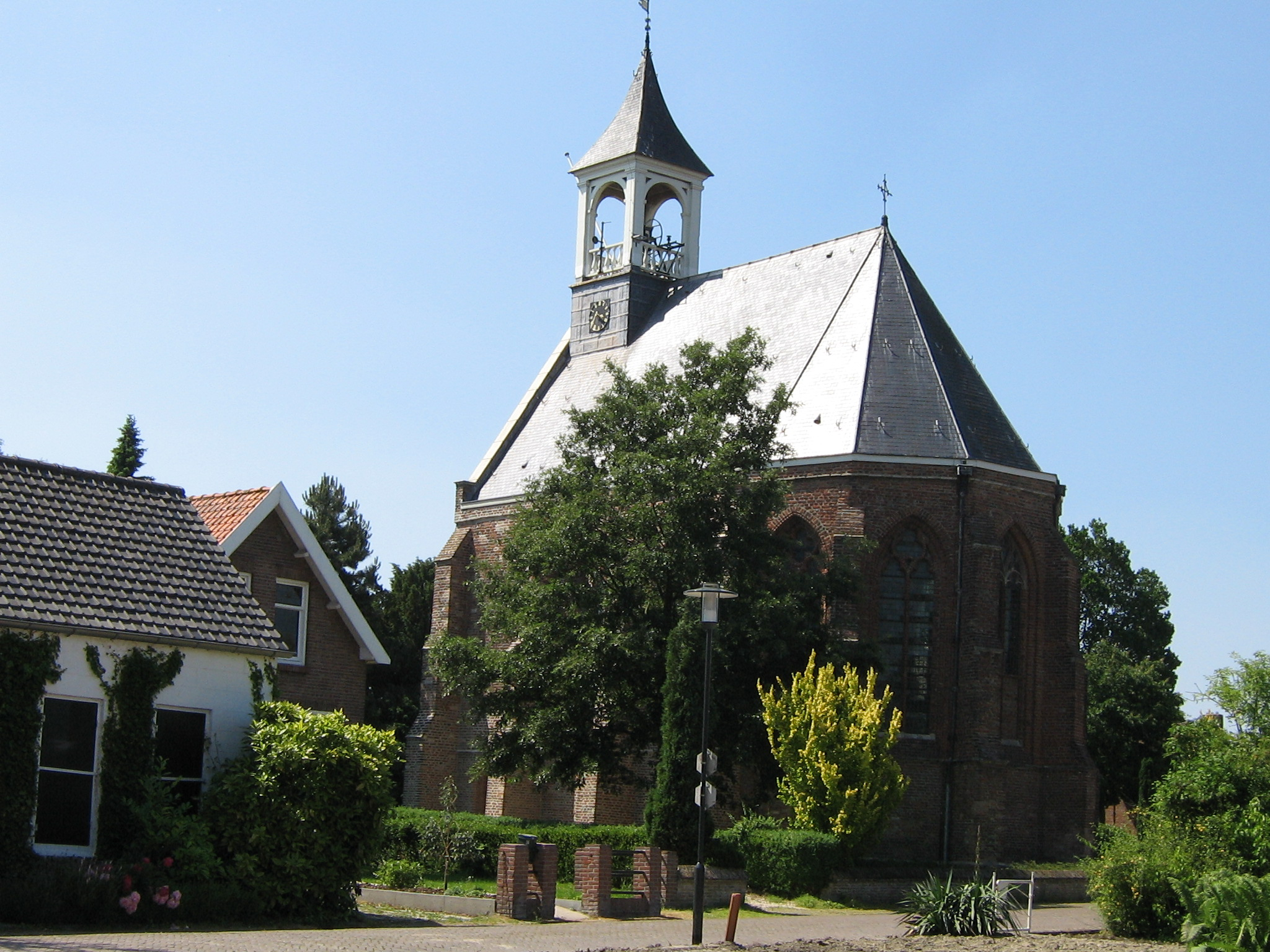
L'église.
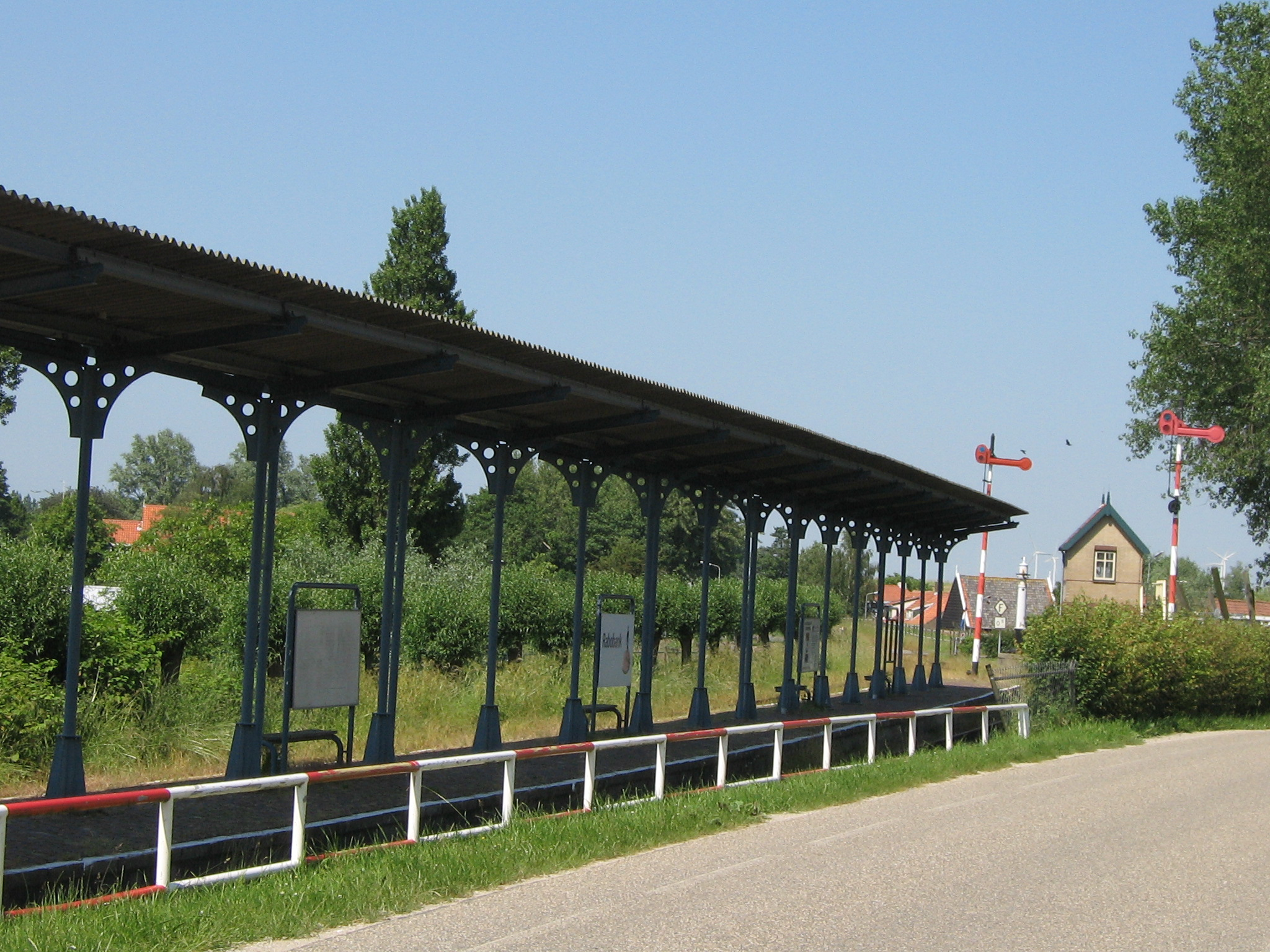
La gare du musée du chemin de fer.

## Source
- (nl) Cet article est partiellement ou en totalité issu de l’article de Wikipédia en néerlandais intitulé « Hoedekenskerke » (voir la liste des auteurs).